# ATC kod D10
ATC kod D10 Preparati protiv akni su terapeutska podgrupa sistema za anatomsko terapeutsko hemijsku klasifikaciju. Ovaj sistem alfanumeričkih kodova je razvio  za klasifikaciju lekova i drugih medicinskih proizvoda.  Podgrupa D10 je deo anatomske grupe D Koža i potkožno tkivo.

Kodovi za veterinarsku upotrebu (ATCvet kodovi) se mogu formirati stavljanjem slova Q ispred humanih ATC kodova: QD10... 
Nacionalna izdanja ATC klasifikacije mogu da obuhvataju dodatne kodove koji nisu prisutni na ovoj listi.

### D10AA Kortikosteroidi, kombinacije za treatman akni
D10AA01 Fluorometolon
D10AA02 Metilprednizolon
D10AA03 Deksametazon

### D10AB Preparati koji sadrže sumpor
D10AB01 Bitionol
D10AB02 Sumpor
D10AB03 Tioksolon
D10AB05 Mesulfen

### D10AD Retinoidi za topičku upotrebu
D10AD01 Tretinoin
D10AD02 Retinol
D10AD03 Adapalen
D10AD04 Izotretinoin
D10AD05 Motretinid
D10AD51 Tretinoin, kombinacije
D10AD53 Adapalen, kombinacije
D10AD54 Izotretinoin, kombinacije

### D10AEPeroksidi
D10AE01 Benzoil peroksid
D10AE51 Benzoil peroksid, kombinacije

### D10AF Antiinfektivi za tretman akni
D10AF01 Klindamicin
D10AF02 Eritromicin
D10AF03 Hloramfenikol
D10AF04 Meklociklin
D10AF52 Ertromicin, kombinacije

### D10AX Drugi preparati protiv akni za topičku upotrebu
D10AX01 Aluminijum hlorid
D10AX02 Rezorcinol
D10AX03 Azelainska kiselina
D10AX04 Aluminijum oksid
D10AX05 Dapson
D10AX30 Razne kombinacije

## D10B Preparati protiv akni za sistemsku upotrebu

### D10BA Retinoidi za tretman akni
D10BA01 Izotretinoin

### D10BX Drugi preparati protiv akni za sistemsku upotrebu
D10BX01 Ihtazol